# Laurence Côte
Pour les articles homonymes, voir Côte.
 (avril 2017).
Si vous disposez d'ouvrages ou d'articles de référence ou si vous connaissez des sites web de qualité traitant du thème abordé ici, merci de compléter l'article en donnant les références utiles à sa vérifiabilité et en les liant à la section « Notes et références ».
Laurence Côte, née le 11 février 1966 à Lyon 7e, est une actrice et réalisatrice française.

## Biographie
Laurence Côte a grandi à Autun, en Bourgogne. Après son bac, elle s'inscrit au cours Florent et est reçue au concours de l'école de la rue Blanche. Après une première apparition à l'écran en 1987 dans Travelling avant, l'actrice se fait remarquer en 1989 dans La Bande des quatre de Rivette où elle participe à l'élaboration du scénario. Elle y incarne Claude, apprentie comédienne androgyne et intrépide. On la retrouve bientôt chez Doillon (La Vengeance d'une femme), Godard (Nouvelle Vague en 1990) et le tout jeune Arnaud Desplechin (le moyen-métrage La Vie des morts). Elle apparaît alors comme une sorte d'égérie du cinéma d'auteur.
Elle est surtout remarquée par le grand public grâce à son rôle dans le film d'André Téchiné les Voleurs, où elle joue aux côtés de Catherine Deneuve et Daniel Auteuil. Elle remporte pour ce film le césar du meilleur espoir féminin 1997.
On la voit ensuite dans le drame urbain Un pur moment de rock'n roll en 1999, dans la comédie dramatique avec Comme un avion de Marie-France Pisier en 2002, ou encore en 2007 dans le thriller La Chambre des morts. En 2003, elle joue dans la comédie Nos enfants chéris de Benoît Cohen, film qui donnera naissance à une série télévisée de deux saisons, dans lequel elle reprend son rôle de baba new âge. Elle tourne cependant de manière plus épisodique que dans les années 1990, et dans des rôles souvent plus secondaires.
Scénariste à ses heures, Laurence Côte a aussi réalisé quatre courts-métrages.

## Filmographie

### Cinéma

#### Longs métrages
- 1987 : Travelling avant de Jean-Charles Tacchella : Janine
- 1987 : Voulez-vous mourir avec moi ? de Petra Haffter : la fille
- 1988 : La Bande des quatre de Jacques Rivette : Claude
- 1990 : Dames galantes de Jean-Charles Tacchella : Diane, l'amie de Louise
- 1990 : Nouvelle Vague de Jean-Luc Godard : Cécile, la gouvernante
- 1990 : La Vengeance d'une femme de Jacques Doillon : Laurence
- 1991 : L'Amour en deux de Jean-Claude Gallotta : Josefa
- 1991 : La Vie des morts d'Arnaud Desplechin : Isabelle Lenehan
- 1992 : Grand Bonheur d'Hervé Le Roux : l'ex de Philippe
- 1995 : Haut bas fragile de Jacques Rivette : Ida
- 1995 : Circuit Carole d'Emmanuelle Cuau : Marie
- 1995 : Au petit Marguery de Laurent Bénégui : Danièle
- 1996 : Transatlantique de Christine Laurent : Laure
- 1996 : Les Voleurs d'André Téchiné ; Juliette Fontana
- 1996 : Souvenir de Michael H. Shamberg (en): Isabel
- 1996 : Fire de Deepa Mehta : touriste française au Taj Mahal (non créditée)
- 1996 : Encore de Pascal Bonitzer : Florence
- 1997 : Romaine d'Agnès Obadia : Armelle
- 1998 : Alissa de Didier Goldschmidt : Alissa
- 1998 : Le Monde à l'envers de Rolando Colla : Anne
- 1999 : La Vie est dure, nous aussi de Charles Castella ; Diane
- 1999 : Prague vu par, segment The Dive d'Artemio Benki : Marie
- 1999 : Un pur moment de rock'n roll de Manuel Boursinhac : Sophie
- 1999 : Je règle mon pas sur le pas de mon père de Rémi Waterhouse ; Sandra
- 2000 : Les Cendres du paradis de Dominique Crèvecoeur : Hélène
- 2002 : Comme un avion de Marie-France Pisier : Corinne
- 2003 : Nos enfants chéris de Benoît Cohen : Ariane
- 2005 : Trois Couples en quête d'orages de Jacques Otmezguine : Marianne
- 2005 : Quand les anges s'en mêlent... de Chrystel Amsalem : Esther Stern
- 2005 : Oublier Cheyenne de Valérie Minetto : Edith
- 2007 : La Chambre des morts d'Alfred Lot : Alex
- 2015 : Les Brigands de Frank Hoffmann et Pol Cruchten : la femme
- 2016 : La Supplication de Pol Cruchten : voix de la médecin (documentaire)
- 2018 : Roulez jeunesse de Julien Guetta : la médecin des urgences
- 2021 : Simone, le voyage du siècle d'Olivier Dahan : Ginette Cherkasky
- 2023 : L'Amour et les Forêts de Valérie Donzelli : Catherine
- 2023 : Comme une louve de Caroline Glorion : Marilyne
- 2023 : Monsieur le Maire de Karine Blanc et Michel Tavares : Véronique
- 2024 : Le Tableau volé de Pascal Bonitzer : Sine
- 2024 : Le Choix du pianiste de Jacques Otmezguine

#### Courts métrages
- 1987 : Le marchand de couleurs de Marc Daquin
- 1988 : Puissance de la parole de Jean-Luc Godard : Oinos
- 1991 : Qu'en savent les morts ? de Laurent Achard
- 1993 : Un jour comme un autre de Sylvie Ballyot
- 1993 : Adieu Cayenne de Leonie Valckx
- 1993 : Offre d'emploi d'Emmanuelle Cuau : Christelle Chavit
- 1993 : Répétition de Patricia Bardon
- 1995 : Après la pluie de Jacques Dubuisson
- 1995 : Petite météorologie ou sept histoires du temps de Charles Castella
- 1996 : Abel de Philippe-Emmanuel Sorlin
- 2000 : Scénarios sur la drogue : Tube du jour de Diane Bertrand
- 2000 : Deuil.com de Virginie Chanu
- 2001 : Pas de pitié de Blandine Lenoir
- 2009 : Le Poids de l'air de Jérémy Giroux : la psychologue
- 2010 : Ce jour-là de Sandra Städeli : Claire
- 2010 : Capitaine de soirée de Noël Fuzellier
- 2013 : Nora de Noël Fuzellier : Nora
- 2016 : Y a pas de lézard de Noël Fuzellier : Anne
- 2017 : Grain de poussière de Léopold Kraus : Simone de Beauvoir
- 2020 : Mars Colony de Noël Fuzellier : la principale

### Télévision
- 1990 : Que le jour aille au diable d'Alain Wermus
- 1991 : 24 heures pour survivre (Screenplay) de Laura Sims : Suzanne Lobelle (saison 6, épisode 7 : Clubland)
- 1992 : Le Temps et la chambre de Patrice Chéreau : la femme sommeil
- 1992 : Urgence d'aimer de Philippe Le Guay : Myra
- 1993 : Colis d'oseille d'Yves Lafaye : Lorédane
- 1993 : Rhésus Roméo de Philippe Le Guay : Myra
- 1998 : Le Goût des fraises de Frank Cassenti : Christine
- 2000 : Combats de femme : La Fille préférée de Lou Jeunet : Agnès
- 2001 : Vertiges : La Peur au ventre de Didier Le Pêcheur : Carole Fersac
- 2005 : Un coin d'Azur de Heikki Arekallio : Alice Audibert
- 2006 : Les Vauriens de Dominique Ladoge : Ana
- 2007-2008 : Nos enfants chéris de Benoît Cohen : Ariane
- 2009 : Les Petits Meurtres d'Agatha Christie d'Eric Woreth : Rose (saison 1, épisode 3 : La Plume empoisonnée)
- 2011 : Joseph l'insoumis de Caroline Glorion : Rose
- 2019 : Brûlez Molière ! de Jacques Malaterre : la bourgeoise
- 2021 : Les Invisibles de Chris Briant et Axelle Laffont : Christelle (saison 1, épisode 2 : Sycomore)

### Réalisation
- 2002 : Le bonheur ne tient qu'à un film (court métrage)
- 2003 : Ascenseur pour un boulot (court métrage)
- 2015 : La mère à boire (court métrage)

### Doublage
- 2011 : Never die young - La Luna Production

## Théâtre
- 1990 : Bajazet de Jean Racine, mise en scène Jacques Rivette, Théâtre de Saint Denis
- 1990 : Tite et Bérénice de Pierre Corneille, mise en scène Jacques Rivette
- 1991 : Le Temps et la chambre de Botho Strauss, mise en scène Patrice Chéreau, Odéon-Théâtre de l'Europe
- 1998 : Flip ! de Tom Rooney, mise en scène Roger Mirmont, Théâtre Fontaine
- 1999 : Hôtel des deux mondes d'Éric-Emmanuel Schmitt, mise en scène Daniel Roussel, Théâtre Marigny
- 2015 : L'Ours et La Demande en mariage de Tchekhov, mise en scène Laurence Côte
- 2016 : La Marelle d'Israel Horovitz, mise en scène Laurence Côte
- 2018 : Un mois à la campagne de Ivan Tourgueniev, mise en scène Alain Françon, théâtre Déjazet
- 2023 : Un chapeau de paille d'Italie d'Eugène Labiche, mise en scène Alain Françon, Théâtre de la Porte-Saint-Martin

## Distinctions

### Récompense
- 1997 : César du meilleur espoir féminin pour Les Voleurs de André Téchiné

### Nomination
- 2000 : Molière de la révélation théâtrale féminine pour Hôtel des deux mondes d'Éric-Emmanuel Schmitt, mise en scène Daniel Roussel, Théâtre Marigny